# Le Soir
Le Soir (francosko: [lə swaʁ], "Večer") je belgijski dnevni časopis v francoskem jeziku. Leta 1887 ga je ustanovil Emile Rossel, zasnovan pa je bil kot politično neodvisen vir novic. Gre za enega najbolj priljubljenih frankofonskih časopisov v Belgiji, ki konkurira z La Libre Belgique, od leta 2005 pa izhaja v berliner formatu. Časopis je v lasti podjetja Rossel & Cie, ki ima v lasti tudi več belgijskih novic in francoski časopis La Voix du Nord.

## Zgodovina in profil
Le Soir je bil ustanovljen kot brezplačni oglaševalski časopis leta 1887. Kasneje je postal plačilni.
Ko je bila Belgija okupirana med drugo svetovno vojno, je Le Soir še naprej objavljal pod nemško cenzuro, za razliko od številnih belgijskih časopisov, ki so šli v podzemlje. Časopis, ki je postal znan kot "Le Soir Volé" (ali "Ukraden Le Soir"), je bil zasmehovan s strani odporniške skupine, Front de l'Indépendance, ki je leta 1943 objavila satirično pro-zavezniško izdajo časopisa, ki so ga poimenovali "Faux Soir" (ali "Ponarejeni Soir"), ki so ga pomešali z uradnimi izvodi časopisa in ga razposlali po kioskih v Bruslju. "Ponarejeni Le Soir" je bil znan po tem, da je med vojno v serializirani obliki objavljal Hergéjeve stripe Tintina in njegovih pustolovščin.
Obnovljena produkcija "Svobodni Le Soir" pod vodstvom Luciena Fussoma se je ponovno začela 6. septembra 1944, le nekaj dni po zavezniški osvoboditvi Bruslja. Založnik časopisa je podjetje Rossel.

## Naklada
Naklada Le Soirja v obdobju 1995–96 je bila 182.798. Naklada leta 2002 je bila 130.495 izvodov s tržnim deležem 20,3 %. Naklada časopisa leta 2003 je bila 104.000, leta 2004 pa 101.000 izvodov.

## Uredniška naravnanost
V primerjavi z desnosredinsko katoliško konkurenco La Libre Belgique je Le Soir viden kot liberalno-progresiven s politično federalističnimi nagibi.
Po izidu novega formata 15. novembra 2005 je Le Soir svoje uredniško stališče ponovno potrdil kot "progresiven in neodvisen dnevni časopis." Svoje cilje opisuje kot "protiutež" in "vedno pozoren, v skladu z družbo".
Svojo vlogo opisuje kot:
Večerni časopis o boju za pravice moških in žensk, spoštovanju človekovega dostojanstva, svobode izražanja, strpnosti, multikulturnosti, drugačnosti— Béatrice Delvaux, glavna urednica, 2005.

## Googlova polemika
Časopis je na internetu dobil nekaj zloglasnosti, potem ko je tožil iskalnik Google zaradi kršitve avtorskih pravic. Primer je zasnovan na dejstvu, da je Google objavil dele časopisa prek svojega iskalnika in svoje storitve Google News, tudi po tem, ko so bili zadevni članki odstranjeni s spletnega mesta. Belgijski sodnik je presodil, da to ni v skladu z belgijskimi predpisi, in Googlu naročil, naj odstrani vse "kršitve avtorskih pravic" s svojih spletnih strani. Google je na zahtevo odgovoril tako, da je iz odstranil vse povezave do belgijskega časopisa, ne le iz storitve Google News temveč tudi iz iskalnega indeksa.

## Charlie Hebdo teroristični napad
Kot odziv na teroristični napad na Charlie Hebdo, v katerem je 7. januarja 2015 umrlo 12 ljudi, so nekatere mednarodne organizacije, kot so Novinarji brez meja in Index on Censorship, pozvale k ponovni objavi spornih stripov Charlija Hedba v znak solidarnosti francoski satirični reviji in v obrambo svobode govora. Hamburger Morgenpost je 8. januarja na naslovnici vključil stripe Charlija Hedba in bil posledično napaden z bombo.
Le Soir se je soočil z grožnjami z bombo zaradi ponovne objave stripov Charlija Hedba, ter zaradi objave številnih religijskih satir.